# Enginyeria neuromòrfica

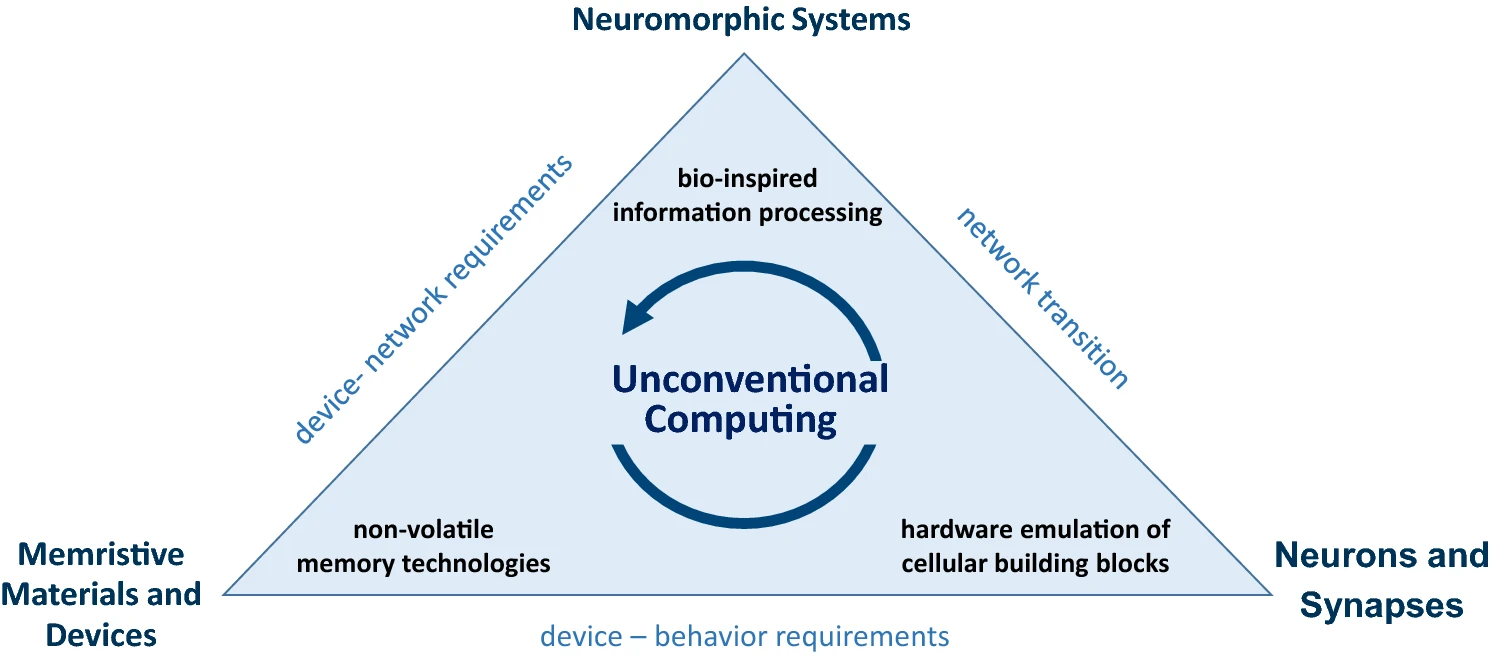
Àrees temàtiques de la informàtica no convencional.

L'enginyeria neuromòrfica, també coneguda com a informàtica neuromòrfica, és l'ús de circuits electrònics per imitar arquitectures neurobiològiques presents al sistema nerviós. Un ordinador/xip neuromòrfic és qualsevol dispositiu que utilitza neurones artificials físiques (fetes de silici) per fer càlculs. En els últims temps, el terme neuromòrfic s'ha utilitzat per descriure sistemes VLSI analògics/digitals analògics, digitals, de mode mixt i programari que implementen models de sistemes neuronals (per a la percepció, el control motor o la integració multisensorial). La implementació de la computació neuromòrfica a nivell de maquinari es pot realitzar mitjançant memristors basats en òxids, memòries espintròniques, interruptors de llindar, transistors, entre d'altres. L'entrenament de sistemes neuromòrfics basats en programari de xarxes neuronals es pot aconseguir mitjançant la retropropagació d'errors, per exemple, utilitzant marcs basats en Python com snnTorch, o utilitzant regles d'aprenentatge canònics de la literatura d'aprenentatge biològic, per exemple, utilitzant BindsNet.
Un aspecte clau de l'enginyeria neuromòrfica és entendre com la morfologia de les neurones, circuits, aplicacions i arquitectures generals individuals crea càlculs desitjables, afecta com es representa la informació, influeix en la robustesa per danyar, incorpora l'aprenentatge i el desenvolupament, s'adapta al canvi local (plasticitat). i facilita el canvi evolutiu.
L'enginyeria neuromòrfica és una assignatura interdisciplinària que s'inspira en la biologia, la física, les matemàtiques, la informàtica i l'enginyeria electrònica per dissenyar sistemes neuronals artificials, com ara sistemes de visió, sistemes cap-ull, processadors auditius i robots autònoms, els quals físics. Els principis d'arquitectura i disseny es basen en els del sistema nerviós biològic. Una de les primeres aplicacions per a l'enginyeria neuromòrfica va ser proposada per Carver Mead a finals de la dècada de 1980.
IMEC, un centre de recerca en nanoelectrònica amb seu a Bèlgica, va demostrar el primer xip neuromòrfic d'autoaprenentatge del món. El xip inspirat en el cervell, basat en la tecnologia OxRAM, té la capacitat d'autoaprenentatge i s'ha demostrat que té la capacitat de compondre música. IMEC va publicar la melodia de 30 segons composta pel prototip. El xip es va carregar seqüencialment amb cançons amb la mateixa signatura de temps i estil. Les cançons eren antics minuets de flauta belga i francesa, dels quals el xip aprèn les regles en joc i després les aplica.
El projecte Blue Brain, dirigit per Henry Markram, té com a objectiu construir reconstruccions digitals i simulacions biològicament detallades del cervell del ratolí. El projecte Blue Brain ha creat models in silico de cervells de rosegadors, mentre intenta replicar tants detalls sobre la seva biologia com sigui possible. Les simulacions basades en superordinadors ofereixen noves perspectives per entendre l'estructura i les funcions del cervell.
El concepte de sistemes neuromòrfics es pot estendre als sensors (no només a la computació). Un exemple d'això aplicat a la detecció de llum és el sensor retinomòrfic o, quan s'utilitza en una matriu, la càmera d'esdeveniments. L'any 2022, investigadors de l'Institut Max Planck d'Investigació de Polímers van informar d'una neurona artificial orgànica que mostra la diversitat de senyals de les neurones biològiques mentre operava en el material humit biològic, permetent així aplicacions de detecció neuromòrfica i biointerfície in situ.